# Limnophilomyia (Limnophilomyia) transvaalensis
Limnophilomyia (Limnophilomyia) transvaalensis is een tweevleugelige uit de familie steltmuggen (Limoniidae). De soort komt voor in het Afrotropisch gebied.